# Indische scharrelaar
De Indische scharrelaar (Coracias benghalensis) is een vogel uit de familie van de scharrelaars (Coraciidae). De wetenschappelijke naam van de soort werd als Corvus benghalensis in 1758 gepubliceerd door Carl Linnaeus. De soort komt voor in Azië.

## Kenmerken

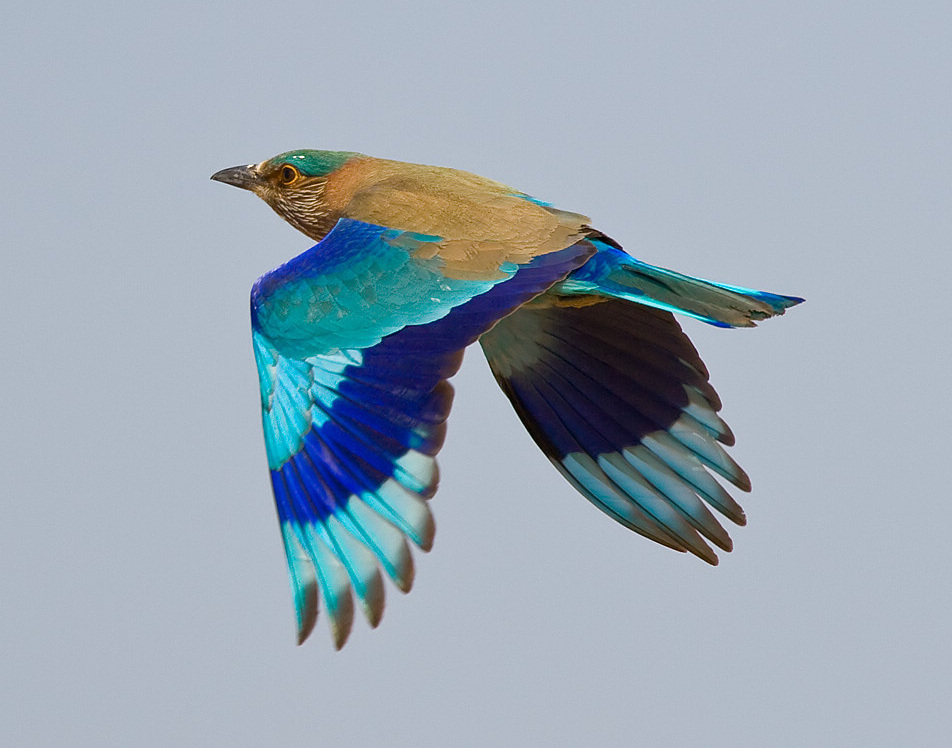
Indische scharrelaar in vlucht

De vogel is 30 tot 34 cm lang en weegt 166 tot 176 gram. Het is de enige scharrelaar met een opvallende blauwe band over de vleugels, een kenmerk dat al op grote afstand zichtbaar is. De nominaat heeft een blauwe kruin, bruine rug en een lila "gezicht" en borst. De buik is bleekblauw. De snavel is zwart en de staart is relatief kort.

## Verspreiding en leefgebied
Er worden twee ondersoorten onderscheiden:
- C. b. benghalensis – het oosten van het Arabisch Schiereiland tot in het noordoosten van India en Bangladesh
- C. b. indicus Linnaeus, 1766 – Midden- en Zuid-India, Sri Lanka

Het leefgebied bestaat uit open agrarisch gebied, weilanden, plantages,  savannelandschap met verspreide bomen (acacia's),  langs wegen met telegraafpalen, in parken, dorpen met veel groen, tuinen in buitenwijken.

## Status
De grootte van de populatie is niet gekwantificeerd. De vogel is algemeen en wijd verspreid en neemt waarschijnlijk nog in aantal toe. Om deze redenen staat de Indische scharrelaar als niet bedreigd op de Rode Lijst van de IUCN.